# Alfred Vierkandt

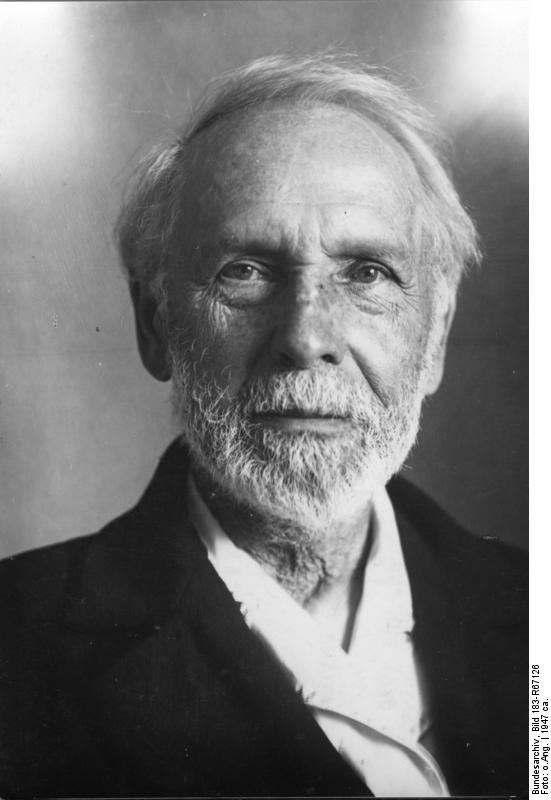
Alfred Vierkandt, vor 1948

Alfred Vierkandt (* 4. Juni 1867 in Hamburg; † 24. April 1953 in Berlin) war ein deutscher Soziologe, Ethnologe, Sozialpsychologe, Sozial- und Geschichtsphilosoph.

## Leben
Der aus ärmlichen Verhältnissen stammende Vierkandt studierte an der Universität Leipzig Mathematik, Physik, Geographie und Psychologie, promovierte dort 1892 und habilitierte sich 1894 in Braunschweig. 1909 gehörte er zu den Gründern der Deutschen Gesellschaft für Soziologie. Von 1913 bis 1934 war er Professor für Soziologie an der Friedrich-Wilhelms-Universität in Berlin. Mit seiner Emeritierung wurde er von den Nationalsozialisten mit Vorlesungsverbot belegt, setzte seine Lehrtätigkeit aber ab 1946 wieder fort.

## Schriften (Auswahl)
- Allgemeines und Specielles über gleitende und rollende Bewegung (1892)
- Naturvölker und Kulturvölker. Ein Beitrag zur Socialpsychologie (1896)
- Die Stetigkeit im Kulturwandel. Eine soziologische Studie (1908)
- (mit Leopold Wenger u. a.) Allgemeine Verfassungs- und Verwaltungsgeschichte (1911)
- Machtverhältnis und Machtmoral (1916)
- Staat und Gesellschaft in der Gegenwart: Eine Einführung in das staatsbürgerliche Denken und in die politische Bewegung unserer Zeit (1916)
- Gesellschaftslehre: Hauptprobleme der philosophischen Soziologie (1923) – 2. umgearb. Aufl. (1928)
- Der Dualismus im modernen Weltbild (1923)
- Der geistig-sittliche Gehalt des neueren Naturrechtes (1927)
- Allgemeine Verfassungs und Verwaltungsgeschichte  (1928)
- (Hg.) Handwörterbuch der Soziologie. Enke, Stuttgart 1931 (Unveränderter Neudruck, Enke, Stuttgart 1959).
  - (Hg.) Handwörterbuch der Soziologie, Gekürzte Studienausgabe, Enke, Stuttgart 1982, ISBN 3-432-91551-9.
- Familie, Volk und Staat in ihren gesellschaftlichen Lebensvorgängen: Eine Einführung in die Gesellschaftslehre. Enke, Stuttgart 1936.
  - Kleine Gesellschaftslehre, 2. Aufl. von: Familie, Volk und Staat in ihren gesellschaftlichen Lebensvorgängen. Eine Einführung in die Gesellschaftslehre, Enke, Stuttgart 1949 (die 3., unveränderte Auflage, erschien 1961).